# Chachayoquila
Chachayoquila är en ort i Mexiko.   Den ligger i kommunen Tepetzintla och delstaten Puebla, i den sydöstra delen av landet, 140 km öster om huvudstaden Mexico City. Chachayoquila ligger 2 028 meter över havet och antalet invånare är 209.
Terrängen runt Chachayoquila är kuperad åt nordväst, men åt sydost är den bergig. Runt Chachayoquila är det ganska tätbefolkat, med 149 invånare per kvadratkilometer. Närmaste större samhälle är Zacatlán, 6,0 km väster om Chachayoquila. I omgivningarna runt Chachayoquila växer i huvudsak blandskog.